# Tuxtla pittieri
Tuxtla pittieri là một loài thực vật có hoa trong họ Cúc. Loài này được (Greenm.) Villaseñor & Strother miêu tả khoa học đầu tiên năm 1989.